# Туркестанские ведомости
«Туркестанські відомості» (рос. Туркестанскія вѣдомости, Туркестанские ведомости) — перше періодичне видання у Центральній Азії. Газета виходила в Ташкенті в 1870—1917 роках. Офіційний орган Туркестанського генерал-губернаторства. Іншомовні додатки (фактично — самостійні видання) були першими в історії газетами узбецькою та киргизькою мовами.
Перший номер побачив світ 28 квітня 1870 року. Газета включала дві великі рубрики: офіційну й неофіційну. В офіційній друкувалися, в основному, накази і розпорядження Туркестанського генерал-губернаторства, в неофіційній - статті та замітки, що стосуються історії, географії, культурного життя, а також статистичні дані. Крім російського шрифту, газета використовувала арабський шрифт, яким друкували додатки до «Туркестанських відомостей» узбецькою (тоді її називали сартською) та киргизькою мовами. Цей додаток був першою в історії газетою узбецькою мовою. Додаток «Туркестанський листок» з 1883 року став самостійним виданням, отримавши 1887 назву «Туркестанська туземна газета» («Түркістан уәлаятының газеті»). Часопис виходив 4 рази на місяць: два випуски сартською та два — киргизькою.
Попри невисоку ціну (80 коп.) ця газета програвала конкуренцію навіть значно дорожчому виданню «Тарджеман» («Перекладач», коштував 3 рублі) Ісмаїла Гаспринського. За опитуванням канцелярії Туркестанського генерал-губернаторства серед причин непопулярності «Түркістан уәлаятының газеті» були: надто велика кількість офіційних наказів і указів, сухість інформації, повідомлення далекі від реального життя, велика кількість термінів і запозичених арабських чи перських слів, які ускладнюють сприйняття тексту.
Газета намагалася залучати широке коло авторів. Так, 1895 року кількість постійних і ситуативних авторів склала 290 осіб. Це були чиновники, вчені, лікарі, вчителі, військові, топографи, інженери, агрономи, спостерігачі та інші. Зокрема велику увагу приділяли дослідженню географії та природи Туркестану, а також побуту й культури його народів. Низку статей розмістив провідник казахської інтелігенції Аліхан Бокейхан. Серед науковців-авторів часопису: Василь Бартольд, Лев Берг, Іван Мушкетов, Микола Сєверцов і Олексій Федченко.
До 1893 року це був місячник, накладом 225 примірників. З 1893 р. газета за розпорядженням генерал-губернатора стала виходити двічі на тиждень. До 1898 року наклад зріс до 930 примірників, 1909 року — до 3000 примірників. Збільшився й обсяг видання, що викликало великі навантаження на місцевий бюджет чиїм коштом видавали «Відомості». 1907 року перетворена на щоденник.
Останнє число вийшло у грудні 1917 року, на той час вже як «орган Ради народних комісарів Туркестанського краю».